# Traktat ryski (1920)
Traktat ryski (ros. Рижский мирный договор 1920 года, trans. Riżskij mirnyj dogowor; łot. Latvijas – Krievijas miera līgums) – traktat pokojowy pomiędzy Łotwą a Rosją Radziecką podpisany 11 sierpnia 1920, ustanawiający oficjalnie stosunki państwowe, kończący wojnę między dwoma krajami oraz regulujący kwestię graniczną. 

## Historia
W umowie Rosja Sowiecka uznawała niepodległość Łotwy oraz prawo do terytoriów byłych guberni: kurlandzkiej, południowej części inflanckiej oraz części witebskiej. Uznano również przynależność gminy Pytałowo, która przed 1914 rokiem wraz z przyległościami należała do guberni pskowskiej.
W traktacie RFSRR zobowiązała się do uznania integralności terytorialnej Łotwy, wyrzekła się agresji oraz tzw. eksportu rewolucji. Traktat potwierdzono w pakcie o nieagresji zawartym w Rydze 5 lutego 1932 roku, przedłużonym protokołem z 4 kwietnia 1934 do końca 1945. Oba traktaty złamane zostały przez ZSRR w czerwcu 1940 roku, gdy rozpoczęła się okupacja Łotwy przez Armię Czerwoną. 5 sierpnia 1940 roku Łotwa została anektowana w formie Łotewskiej SRR przez ZSRR i do 21 sierpnia 1991 pozostawała w jego granicach.